# 上骺

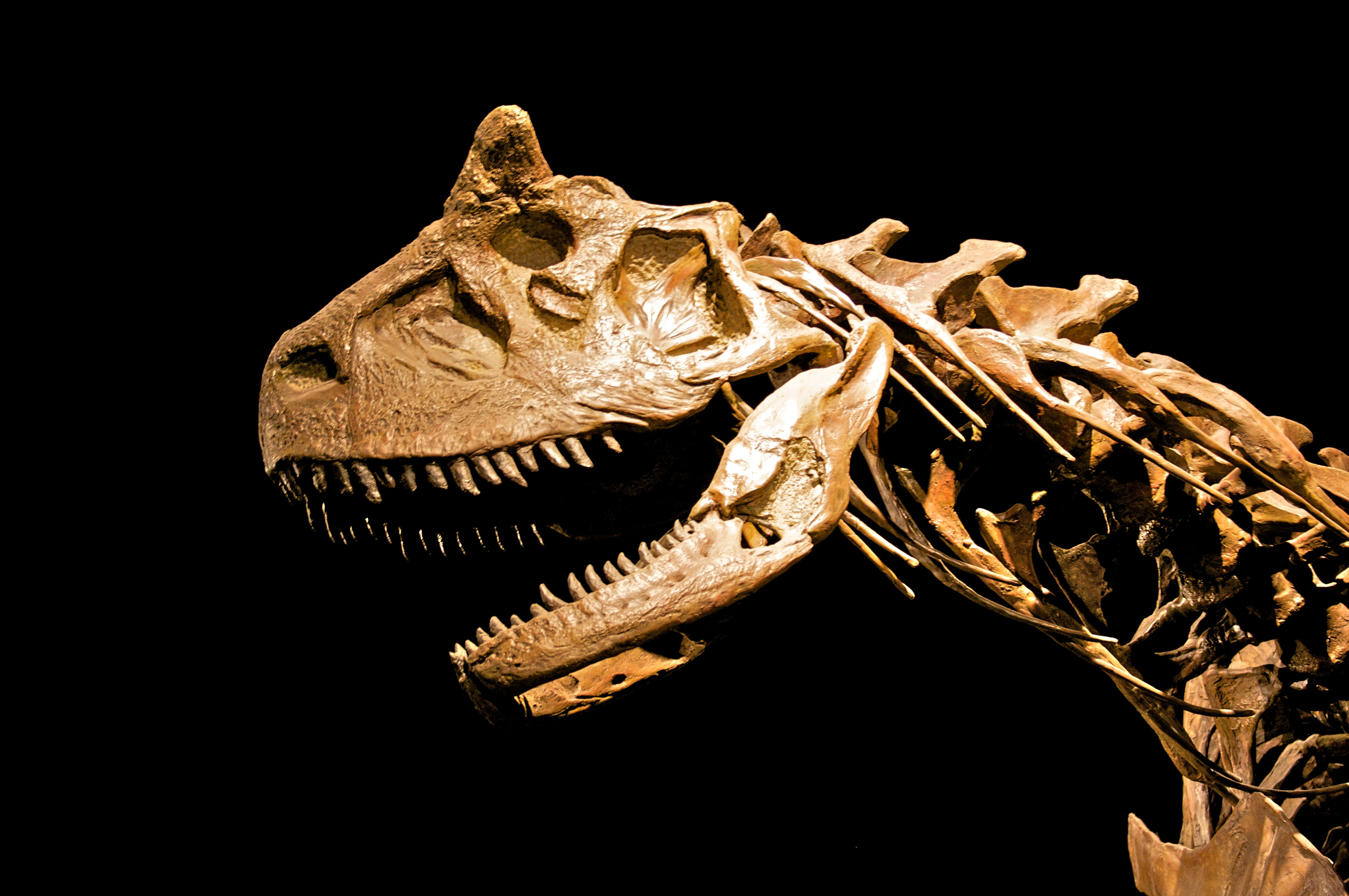
阿貝力龍科的食肉牛龍的头骨和颈椎，這個屬的動物具有格外大的上骺

上骺（英語：epipophysis）是主龍類動物頸椎的骨質突起，這種結構在恐龍（包括鳥類）中尤為明顯 。這一突起位於關節突以上，脊椎的神經弓以下 。它们的形态是可变的，范围从小的、简单的、像山一样的到大的、复杂的、像翅膀一样的。上骺為數个颈部肌肉提供了较大的附着区域。因此，大的上骺意味著颈部肌肉的发达。
上骺的存在是恐龙總目的一种共有衍徵。上骺存在于最基端的恐龙中，但不存在于该群体的近亲中，例如马拉鱷龍和西里龙。它们是大多数恐龙群係的典型特征。然而，随着颈部S形弯曲度的增加，這種結構在几种衍生的兽脚类动物中消失了。